# Uraeotyphlus oommeni
Uraeotyphlus oommeni är en groddjursart som beskrevs av Gower och Wilkinson 2007. Uraeotyphlus oommeni ingår i släktet Uraeotyphlus och familjen Ichthyophiidae. IUCN kategoriserar arten globalt som otillräckligt studerad. Inga underarter finns listade i Catalogue of Life.